# عداء لمرة واحدة (رواية)
رواية عداء لمرة واحدة Once a Runner هي رواية للكاتب الأمريكي جون إل. باركر جونيور.
نشرت للمرة الأولى عام 1978 عن در نشر سيدارويندز.
يصور الكاتب العمل الشاق والمكرس لعداء من عدائي الصفوة. وهي رواية من ثلاثية تشمل روايتين أخريين وهما «العودة إلى كرتاج» و«سباق المطر».